# Districts de la Sierra Leone
Les provinces de la Sierra Leone sont divisées en 16 districts, en juillet 2017,. Auparavant, le pays était divisé en 14 districts. La zone ouest est divisée en deux districts. Freetown, la capitale de la Sierra Leone, est située dans la zone ouest du pays et constitue le district urbain de la zone ouest (en).
Un chef traditionnel de chaque district occupe un siège au parlement de la Sierra Leone. Chacun des seize districts administratifs de la Sierra Leone (à l'exception du district urbain de la zone ouest) est gouverné par un conseil de district directement élu et dirigé par un président de conseil. La capitale nationale Freetown, qui constitue le district urbain de la zone ouest, et l'autre est la zone rurale de l'ouest avec une ville principale connue sous le nom de Waterloo, est gouvernée par un conseil municipal directement élu dirigé par un maire. Les districts sont en outre divisés en un total de 190 (avant 2017, 149) chefferies, dont les dirigeants élus ont assuré la majeure partie du gouvernement local de 1896 à 2004, lorsqu'ils ont été complétés par des conseils locaux élus.

## Liste des districts

Les 16 districts de la Sierra Leone à partir de 2017.

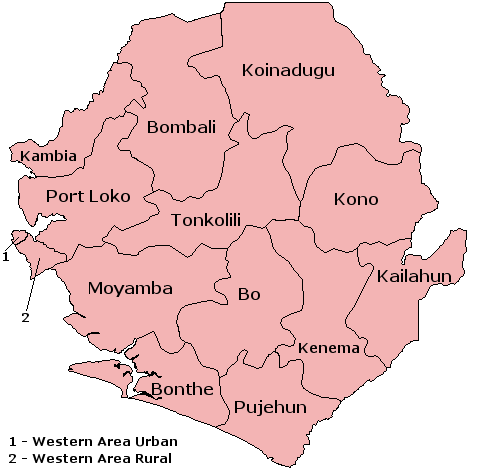
Les 14 Ddistricts de la Sierra Leone avant 2017.

| District                         | Province   | Capital        | Zone km2 (2013) | Population (2004 recensement) | Population (2015 recensement) |
| -------------------------------- | ---------- | -------------- | --------------- | ----------------------------- | ----------------------------- |
| Kailahun                         | Est        | Kailahun       | 3 859           | 358 190                       | 526 379                       |
| Kenema                           | Est        | Kenema         | 6 053           | 497 948                       | 609 891                       |
| Kono                             | Est        | Ville de Koidu | 5 641           | 335 401                       | 506 100                       |
| Bombali (en)                     | Nord       | Makeni         | 7 895           | 408 390                       | 606 544                       |
| Falaba                           | Nord       | Bendugu        |                 |                               | 205 353                       |
| Koinadugu (en)                   | Nord       | Cabale         | 12 121          | 265 758                       | 409 372                       |
| Tonkolili (en)                   | Nord       | Magburaka      | 7 003           | 347 197                       | 531 435                       |
| Kambia (en)                      | Nord Ouest | Kambia         | 3 108           | 270 462                       | 345 474                       |
| Karene (en)                      | Nord Ouest | Kamakwie       |                 |                               | 285 546                       |
| Port Loko                        | Nord Ouest | Port Loko      | 5 719           | 453 746                       | 615 376                       |
| Bo (en)                          | Sud        | Bo             | 5 219           | 463 668                       | 575 478                       |
| Bonthe                           | Sud        | Bonthé         | 3 468           | 139 687                       | 200 781                       |
| Moyamba                          | Sud        | Moyamba        | 6 902           | 260 910                       | 318 588                       |
| Pujehun                          | Sud        | Pujehun        | 4 105           | 228 392                       | 346 461                       |
| Western Area Rural District (en) | Occidental | Waterloo       | 544             | 174 249                       | 444 270                       |
| Western Area Urban District (en) | Occidental | Freetown       | 13              | 772 873                       | 1 055 964                     |